# Incondicional
«Incondicional» es una canción de Prince Royce en su álbum de estudio Phase II  y es una mezcla de la música mexicana y Bachata.

## Video musical
Prince Royce hizo el video musical en la Ciudad de México donde él está cantando a la chica de quien está enamorado.La actriz mexicana Ariadne Díaz interpreta a la novia de Prince.

## Lista de éxitos
| Listas (2012)                      | Posiciones |
| ---------------------------------- | ---------- |
| Estados Unidos (Hot Latin Songs)   | 2          |
| Estados Unidos (Latin Pop Airplay) | 3          |
| Estados Unidos (Tropical Airplay)  | 1          |